# Лимонниця
Лимо́нниця (Gonepteryx) — рід денних метеликів родини біланових.

## Особливості вигляду

### Біологічний опис
Крила кутасті, у розмаху до 6 см, самці мають лимонно-жовті крила, передня пара злегка вирізана з боків, на задній парі видно невеликі вирости, самки зеленаво-білі. На крилах є 4 оранжево-червоних плями.

### Мімікрія
Лимонниці часто зимують під плющем. Світле зеленувате забарвлення нижньої частини крил і товсті прожилки забезпечують метеликові добре маскування.

## Поширення та міграції
Розповсюджені в Європі та в помірній смузі Азії. Метелики виводяться з лялечок в кінці літа та незабаром йдуть на зимівлю. Літ поновлюється ранньої весни, тому багато весняних квітів запилюються саме ними. Лимонницю можна зустріти в помірному поясі Азії до узбережжя Тихого океану і на північному сході Африки.

## Раціон
Харчується листями крушини (жостера). Самка відкладає яйця одне за одним поряд з соковитими пагонами, щоб гусениці, які вилупляться з яєць, мали достатню кількість корму. Матово-жовті гусениці зазвичай спочатку вигризають отвір в листовій пластинці, потім переповзають на край листа і поступово з'їдають весь лист, залишаючи тільки тверді жилки.
Гусениці харчуються жостером, тому ці метелики найчастіше зустрічаються там, де ростуть саме такі кущі. Дорослі лимонниці, як і інші метелики, спроможні поглинати тільки рідку їжу. Своїм довгим хоботком вони п'ють нектар, наприклад, з квіток вовчої ягоди і мати-й-мачухи, також вони охоче харчуються і на квітах осоту польового. Лимонниці переносять пилок з квітки на квітку.

## Пристосування

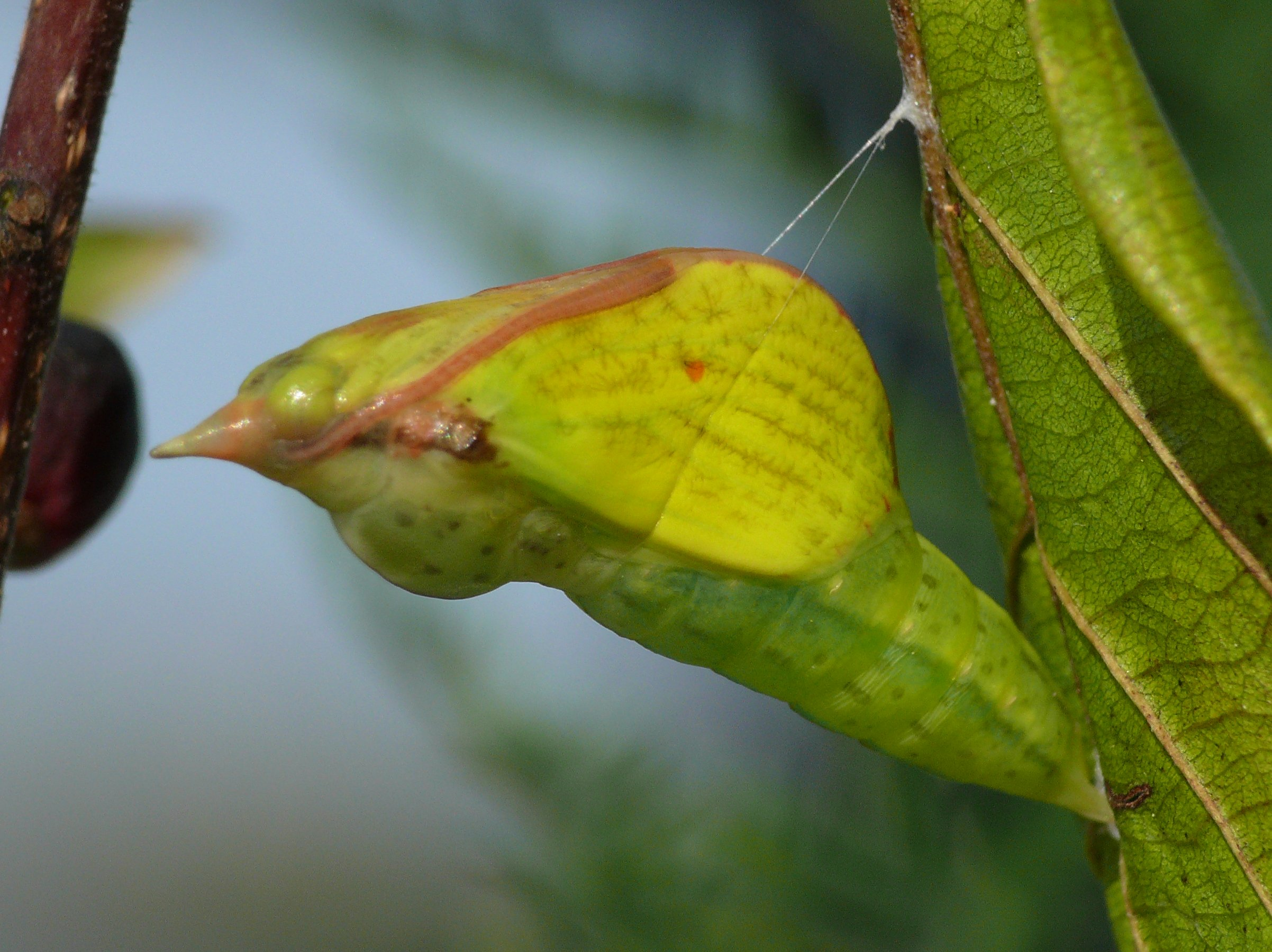
Стадія лялечки лимонниці

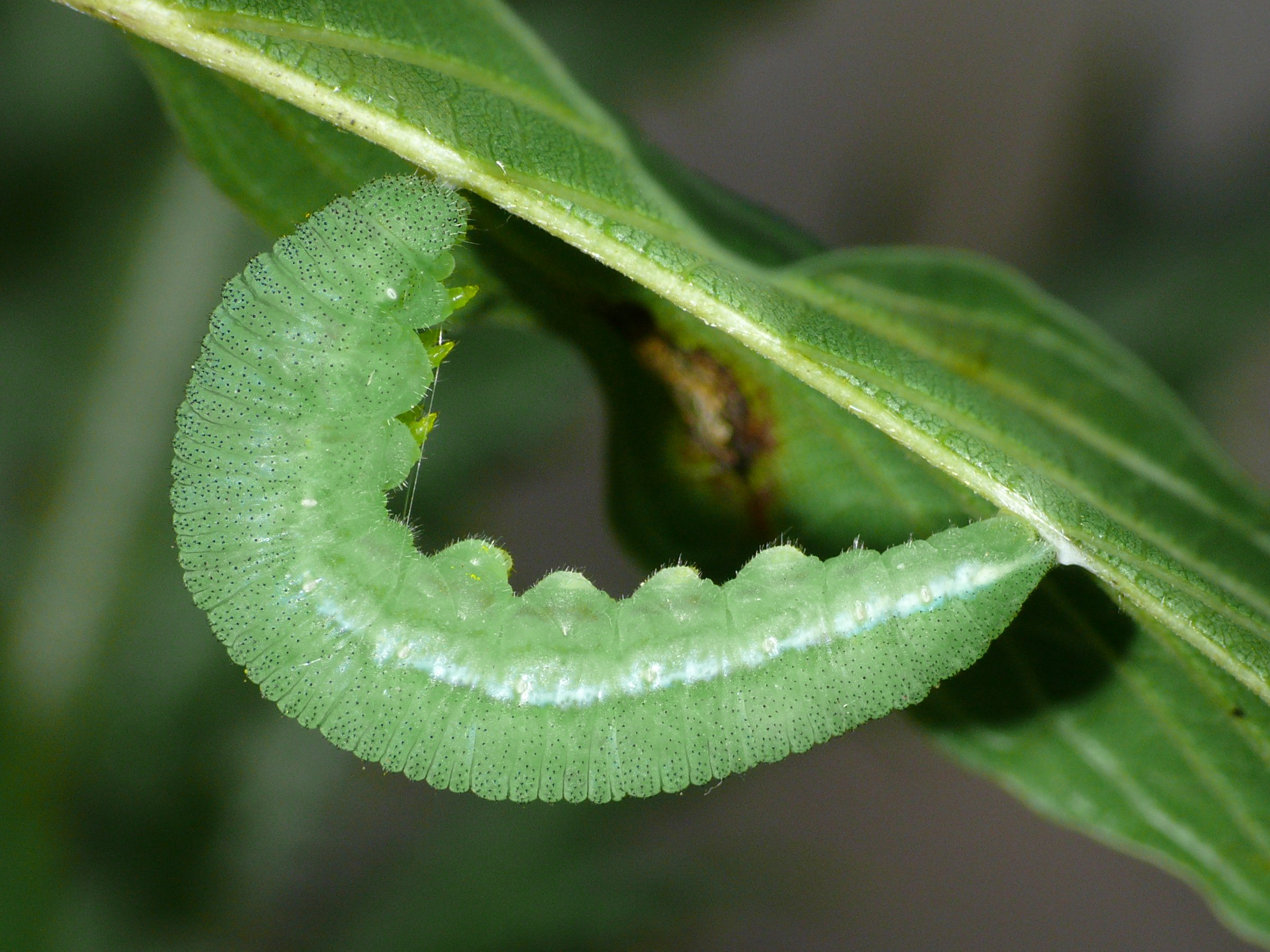
Стадія гусениці лимонниці

Хоботки лимонниці добре пристосовані до квіток високого первоцвіту, які мають довгу чашечку.

## Життєвий цикл
Життєвий цикл лимонниці не схожий на життєвий цикл інших метеликів. Вона літає дуже довго і вважається довгожителем серед метеликів. Лимонниці живуть приблизно 9 місяців. Щоб пережити довгу зиму, вони роблять енергетичні запаси. Восени лимонниці знаходять приховане від вітру місце, зазвичай у чагарниках плюща, де впадають у стан заціпеніння, що нагадує зимівлю. У виключно сонячні і теплі зимові дні лимонниці можуть прокинутися від зимового заціпеніння і літати над сніговими заметами. М'яка зима створює метеликам додаткові труднощі, оскільки вони витрачають більше енергії. Зазвичай лимонниці починають літати тільки в середині березня. У цей час самці починають шукати самок. Навесні можна спостерігати шлюбні польоти цих метеликів. Самка летить попереду, а самець слідує за нею, зберігаючи постійну дистанцію. Запліднені самки відкладають яйця. Гусениці, що вилупилися з яєць, 3-7 тижнів харчуються, декілька разів линяють, поки не настане час перетворення на лялечку. Гусениця зелена з білою поздовжньою смугою по боках. Період розвитку лялечки залежить від погоди. На півдні метелики з'являються на початку літа.

## Види
- Gonepteryx acuminata
- Gonepteryx amintha
- Gonepteryx aspasia
- Gonepteryx chitralensis
- Gonepteryx cleobule
- Gonepteryx cleopatra
- Gonepteryx eversi
- Gonepteryx farinosa
- Gonepteryx maderensis
- Gonepteryx mahaguru
- Gonepteryx maxima
- Gonepteryx nepalensis
- Gonepteryx palmae
- Gonepteryx rhamni — цитринець або палист крушиновий, поширений в Україні вид.
- Gonepteryx taiwana